# Даніель Тоскан дю Плантьє
Даніе́ль Тоска́н дю Плантьє́ (фр. Daniel Toscan de Plantier; 7 квітня 1941, Шамбері, Франція — 11 лютого 2003, Берлін, Німеччина) — французький кінопродюсер, прокатник, актор, критик.

## Біографія та кар'єра
Даніель Тоскан дю Плантьє народився 7 квітня 1941 року в Шамбері у Франції. Освіту здобув в Інституті політичних досліджень. Працював менеджером з реклами у щоденній газеті France Soir. 1966 року та в період з 1975 по 1985 рік був генеральним директором Gaumont Film Company; з 1988 до самої смерті був президентом Unifrance, організації зі сприяння французькому кіно. У 1992-2003 роках очолював французьку Академію мистецтв та технологій кінематографа, яка присуджує національну кінопремію «Сезар».
Як продюсер Даніель Тоскан дю Плантьє брав участь у створенні понад 50 фільмів; у кількох стрічках знявся як актор. Працював з такими відомими режисерами, як Федеріко Фелліні, Інгмар Бергман,  Моріс Піала, Робер Брессон, Р. В. Фассбіндер, Пітер Гріневей, Андрій Тарковський та іншими.
Дю Плантьє часто ставав заводієм суперечок, об'єктом нападок з боку тих, хто з недовірою ставиться до його ідей в області державної кінополітики.
Тоскан дю Плантьє був одружений чотири рази і мав трьох синів і двох доньок. Його третьою дружиною була режисерка Софі Тоскан дю Плантьє, яку 23 грудня 1996 було вбито за не зовсім з'ясовних обставин.

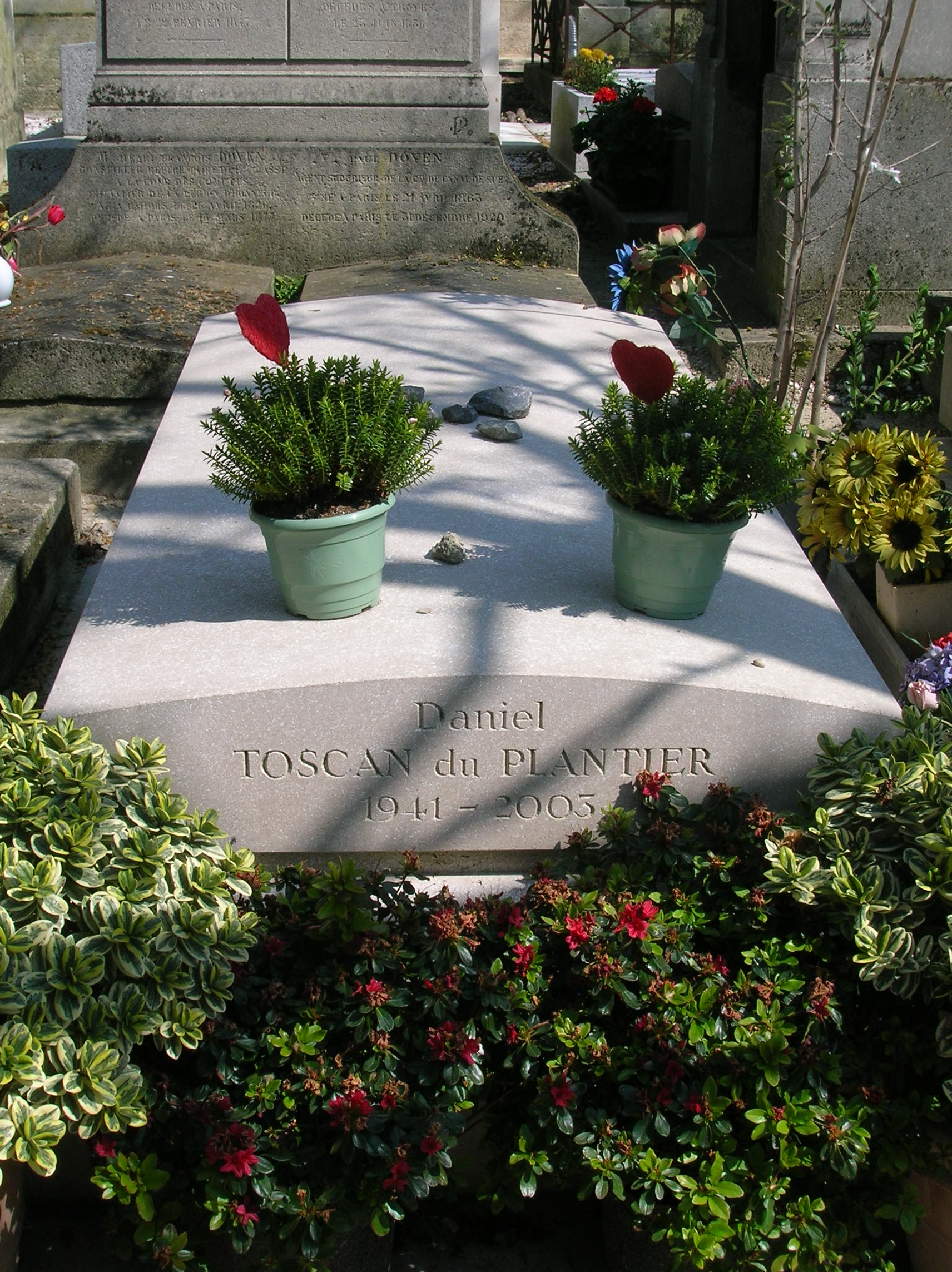
Могила Д. Тоскана дю Плантьє на цвинтарі Пер-Лашез

Помер Даніель Тоскан дю Плантьє 11 лютого 2003 року у 61-річному віці від серцевого нападу на Берлінському кінофестивалі. Був похований на кладовищі Пер-Лашез.

## Пам'ять
З 2008 року у Франції найкращому продюсерові за результатами кінематографічного року присуджують Премію імені Даніеля Тоскана дю Плантьє (фр. Prix Daniel Toscan du Plantier).

## Фільмографія (вибіркова)
Продюсер
- 1975 : Кузен, кузина / Cousin, cousine, реж. Жан-Шарль Такелла
- 1977 : Можливо, Диявол / Le Diable probablement, реж. Робер Брессон
- 1979 : Носферату — фантом ночі / Nosferatu – Phantom der Nacht, реж. Вернер Герцоґ
- 1980 : Дон Джованні / Don Giovanni, реж. Джозеф Лоузі
- 1980 : Місто жінок / La Cité des femmes, реж. Федеріко Фелліні
- 1981 : Провінціалка / La Provinciale, реж. Клод Горетта
- 1982 : Фанні та Олександр / Fanny und Alexander, реж. Інгмар Бергман
- 1983 : Ностальгія / Nostalghia, реж. Андрій Тарковський
- 1983 : Гроші / L'Argent (разом з Жан-Марком Геншо), реж. Робер Брессон
- 1983 : За наших коханих / À nos amours, реж. Моріс Піала
- 1985 : Поліція / Police, реж. Моріс Піала
- 1987 : Під сонцем Сатани / Sous le soleil de Satan, реж. Моріс Піала
- 1989 : Кухар, злодій, його дружина та її коханець / The Cook, the Thief, His Wife & Her Lover, реж. Пітер Гріневей
- 1989 : Борис Годунов / Boris Godounov, реж. Анджей Жулавський
- 1994 : Підступність слави / Grosse Fatigue, реж. Мішель Блан
- 1995 : Мадам Баттерфляй / Madame Butterfly, реж. Фредерік Міттеран
- 1996 : Дезіре / Désiré, реж. Бернар Мюра
- 2001 : Тоска / Tosca, реж. Бенуа Жако
- 2001 : На індійській території / En territoire indien, реж. Лайонел Епп
- 2001 : Король вищий за хмари / Là-haut, un roi au-dessus des nuages, реж. П'єр Шендерфер

Актор
- 1977 : Розпещені діти / Des enfants gâtés — член парламенту
- 1994 : Сто і одна ніч Симона Сінема / Les cent et une nuits de Simon Cinéma — другий оратор
- 1995 : Знедолені / Les misérables — граф Вільнев
- 2002 : Фелліні: Я великий брехун / Fellini: Je suis un grand menteur — грає самого себе / продюсер